# Cuzcurrita de Río Tirón
Cuzcurrita de Río Tirón è un comune spagnolo di 475 abitanti situato nella comunità autonoma di La Rioja.